# Édouard Eissen
Édouard Frédéric Eissen, né à Strasbourg le 17 septembre 1805 et mort dans la même ville le 25 août 1875, est un médecin français qui fut rédacteur en chef de la Gazette médicale de Strasbourg de 1841 à 1870 et préfet intérimaire du Bas-Rhin pendant entre mai et septembre 1848, après la chute de la Monarchie de juillet.

## Aperçu biographique
En 1828 il soutient sa thèse à la Faculté de médecine de Strasbourg, sous le titre La contagion considérée sous quelques-uns de ses rapports.
En tant que médecin communal de Strasbourg, il est décoré pour sa conduite exemplaire lors de l'épidémie de choléra qui ravage la ville en 1854 et à laquelle il consacre un article remarqué. Auteur de nombreuses publications, il fait aussi partie des fondateurs de la Société pour la conservation des monuments historiques d'Alsace dont il est secrétaire. Il est membre (orateur adjoint) de la Loge des Frères Réunis.
Il signe un feuilleton (en français comme en allemand) dans le Courrier du Bas-Rhin sous le pseudonyme d'Édouard Mars pour défendre les idées de la phalange républicaine et montrer son attachement à la patrie française face aux revendications territoriales allemandes.
Il préside en 1850 l'Union musicale en trompettiste accompli. Il est le père de l'architecte Marcel Eissen (1848-1914).

## Œuvres et publications
- La contagion considérée sous quelques-uns de ses rapports, [Thèse de Médecine], Strasbourg, 1828.
- L'exploitation de la crédulité publique par l'exercice illégal de la médecine à Strasbourg et dans les deux départements du Rhin, Strasbourg, 1842.
- Le comité central et ses adversaires, G. Silbermann, Strasbourg, [1848].
- Profession de foi du citoyen Eissen, candidat du comité démocratique de Strasbourg, [Glaubersbekenntnis des Bürgers Eissen], imp. G. Silbermann, 1849, 2 p.
- Soultzbad. Le bain de Soultz près Molsheim (Bas-Rhin). Source minérale chloroiodo-bromée, V. Masson (Paris), 1857.
- Réplique à Monsieur H.G. Kienlen, docteur en théologie et pasteur à l'église de St-Guillaume, Strasbourg, 1859.
- Répertoire des travaux de la Société pour la conservation des monuments historiques d'Alsace, Berger-Levrault (Strasbourg), 1862.
- La doctrine réaliste et la doctrine fantaisiste du choléra indien, Derivaux (Strasbourg), 1868.